# 卡罗琳·格林
卡罗琳·格林（英語：Caroline Green，2003年10月3日—），美国女子花样滑冰运动员，2021年秋季经典赛冰舞铜牌得主、2022年四大洲花样滑冰锦标赛冰舞金牌得主、2022年NHK杯冰舞铜牌得主、2023年中国杯冰舞铜牌得主。